# Parallelia purpureogrisea
Parallelia purpureogrisea là một loài bướm đêm trong họ Erebidae.